# GMT360
GMT360 — автомобильная платформа, разработанная General Motors для применения в своей линейке среднеразмерных внедорожников.
Дебютировала в 2002 модельном году на новом поколении рамного внедорожника Chevrolet TrailBlazer и его ребеджинговых версиях GMC Envoy / Oldsmobile Bravada. Хотя она пришла на смену GMT330, между ними не было ничего общего.
Эта платформа (включая версию с удлинённой колесной базой, получившей название GMT370) — среди чаще всего подвергавшихся ребеджингу (GM выпускала 10 однотипных автомобилей под 6 разными марками). На её базе были также созданы модификации GMT 305 (для GMC Envoy XUV) и GMT 368 (для пикапа-кабриолета Chevrolet SSR). Модели, основанные на GMT360, выпускались заводом Moraine Assembly в Морейне, штат Огайо.
Рама GMT360 производилась методом гидроформирования и была спроектирована под линейку рядных двигателей GM Atlas. Спереди применялась двухрычажная независимая подвеска. Задняя подвеска представляла собой 5-звенную неразрезную балку. На некоторых версиях была доступна пневмоподвеска с автоматическим выравниванием. Единственной возможной трансмиссией была 4-ступенчатая автоматическая коробка передач 4L60-E / 4L65-E.
Предполагалось, что платформа будет заменена на GMT361, однако эти планы были отменены. Вместо неё начала использоваться длиннобазная версия платформы GM Theta.
23 декабря 2008 года завод в Морейне был полностью остановлен, вместе с ним прекратилось и производство автомобилей на базе GMT360.

### Автомобили
Автомобили, построенные на платформе GMT360 и производных:

#### GMT360
- 2002—2009 Chevrolet TrailBlazer
- 2002—2009 GMC Envoy
- 2002—2004 Oldsmobile Bravada
- 2003—2008 Isuzu Ascender
- 2004—2007 Buick Rainier
- 2005—2009 Saab 9-7x

#### GMT305
- 2004—2005 GMC Envoy XUV

#### GMT368
- 2003—2006 Chevrolet SSR

#### GMT370
- 2002—2006 Chevrolet TrailBlazer EXT
- 2002—2006 GMC Envoy XL
- 2003—2007 Isuzu Ascender

## Галерея

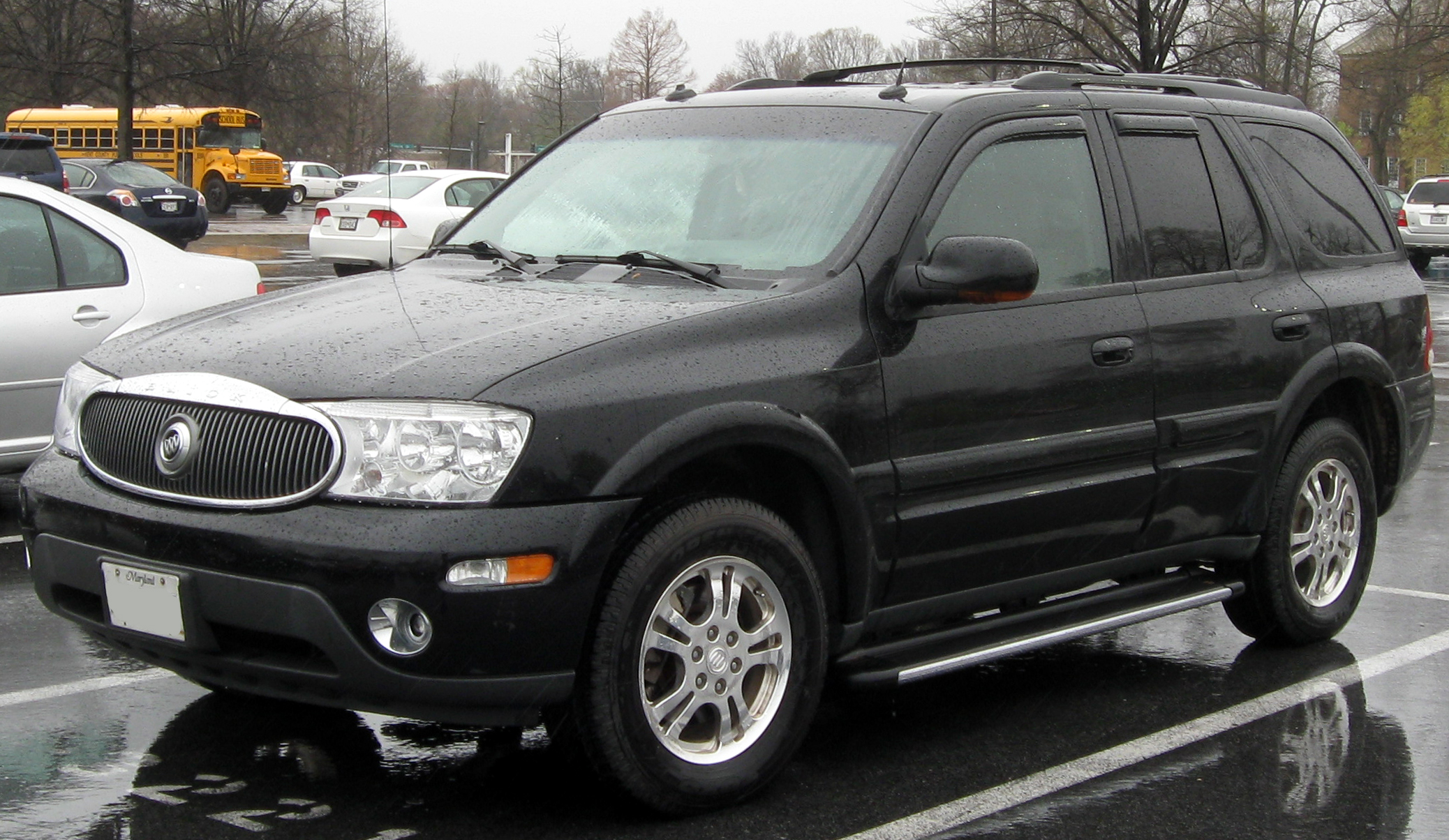
Buick Rainier
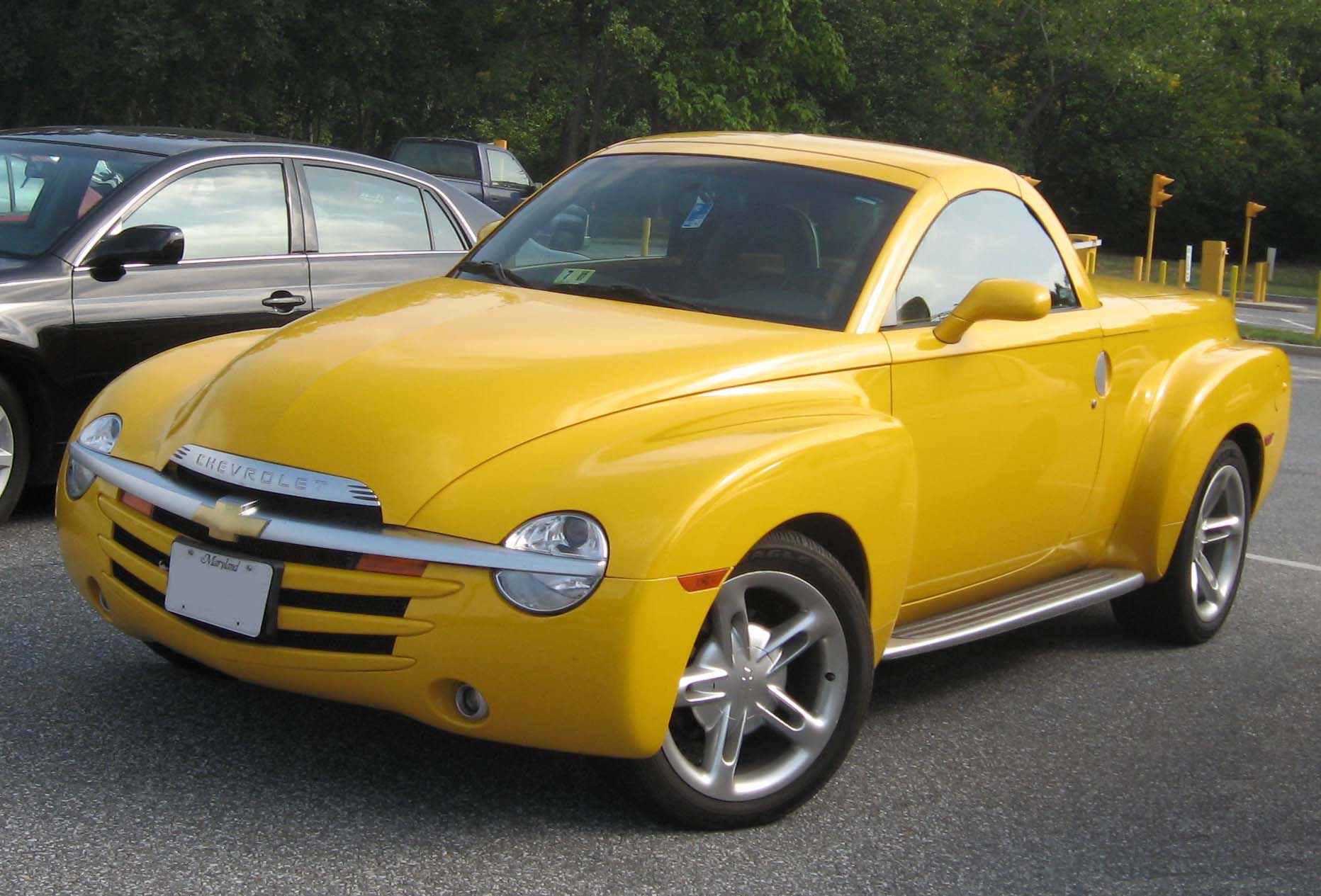
Chevrolet SSR
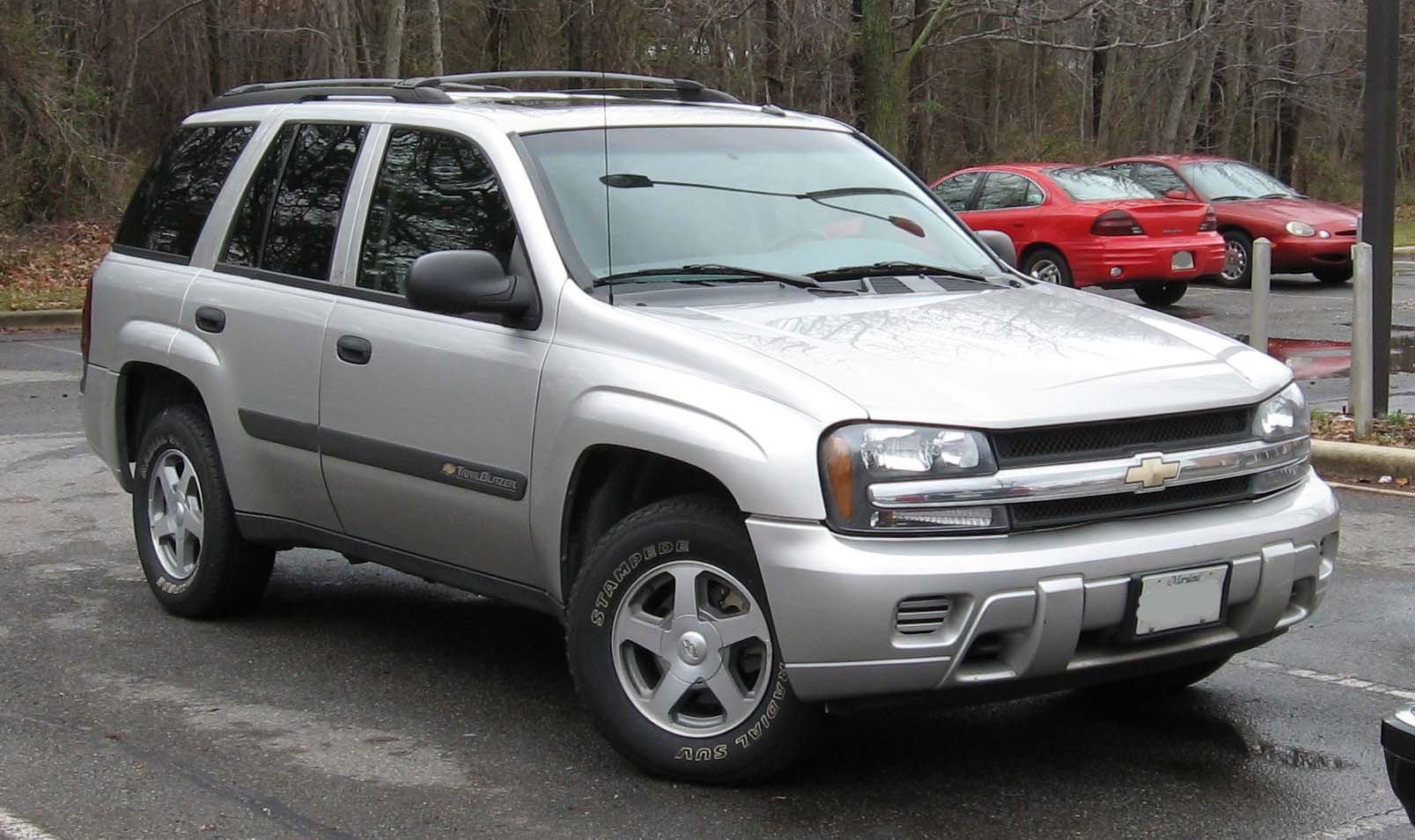
Chevrolet TrailBlazer
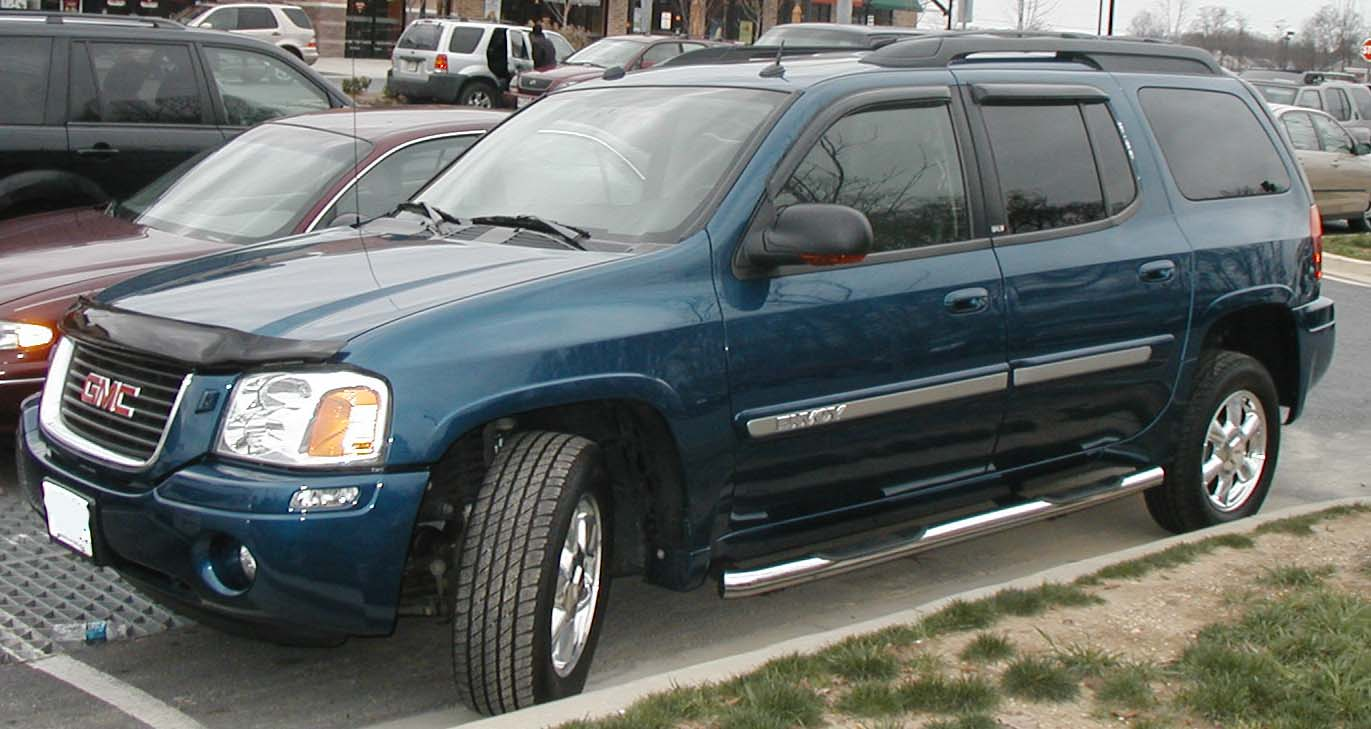
GMC Envoy XL
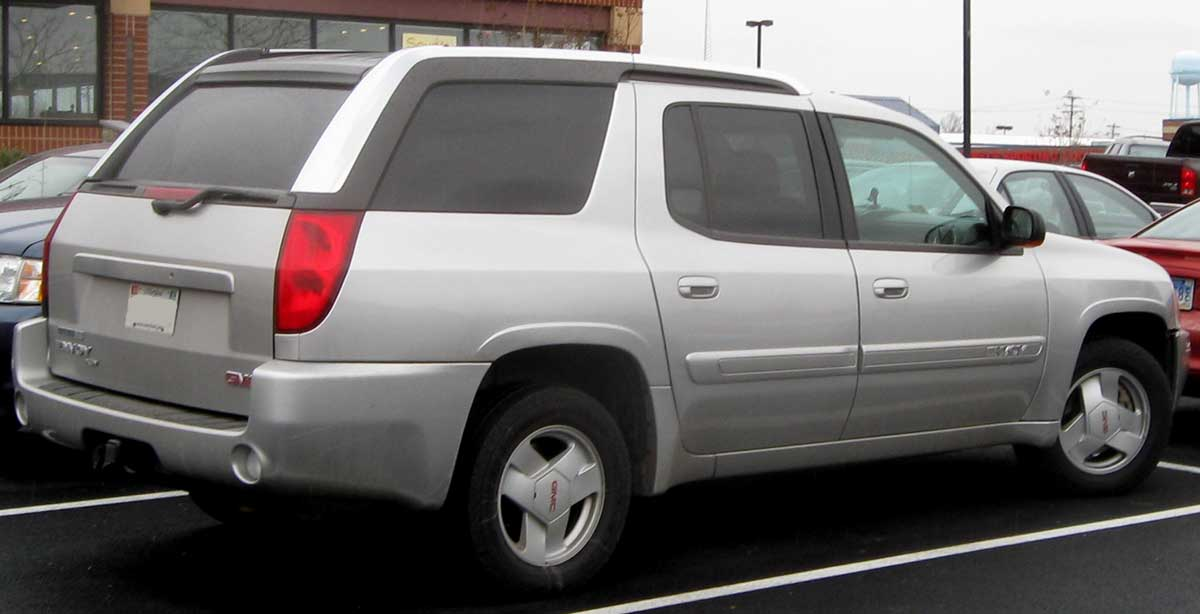
GMC Envoy XUV
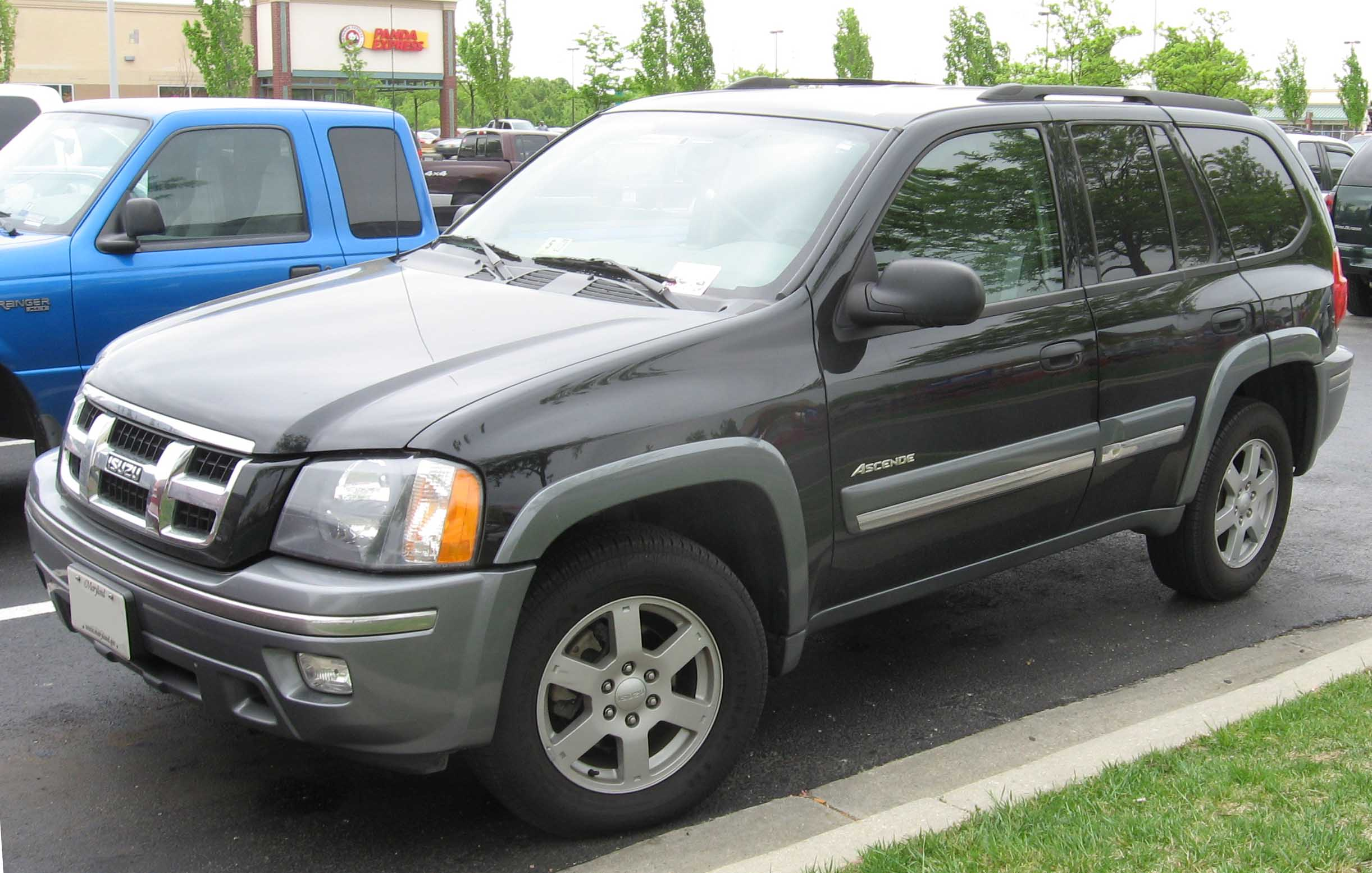
Isuzu Ascender
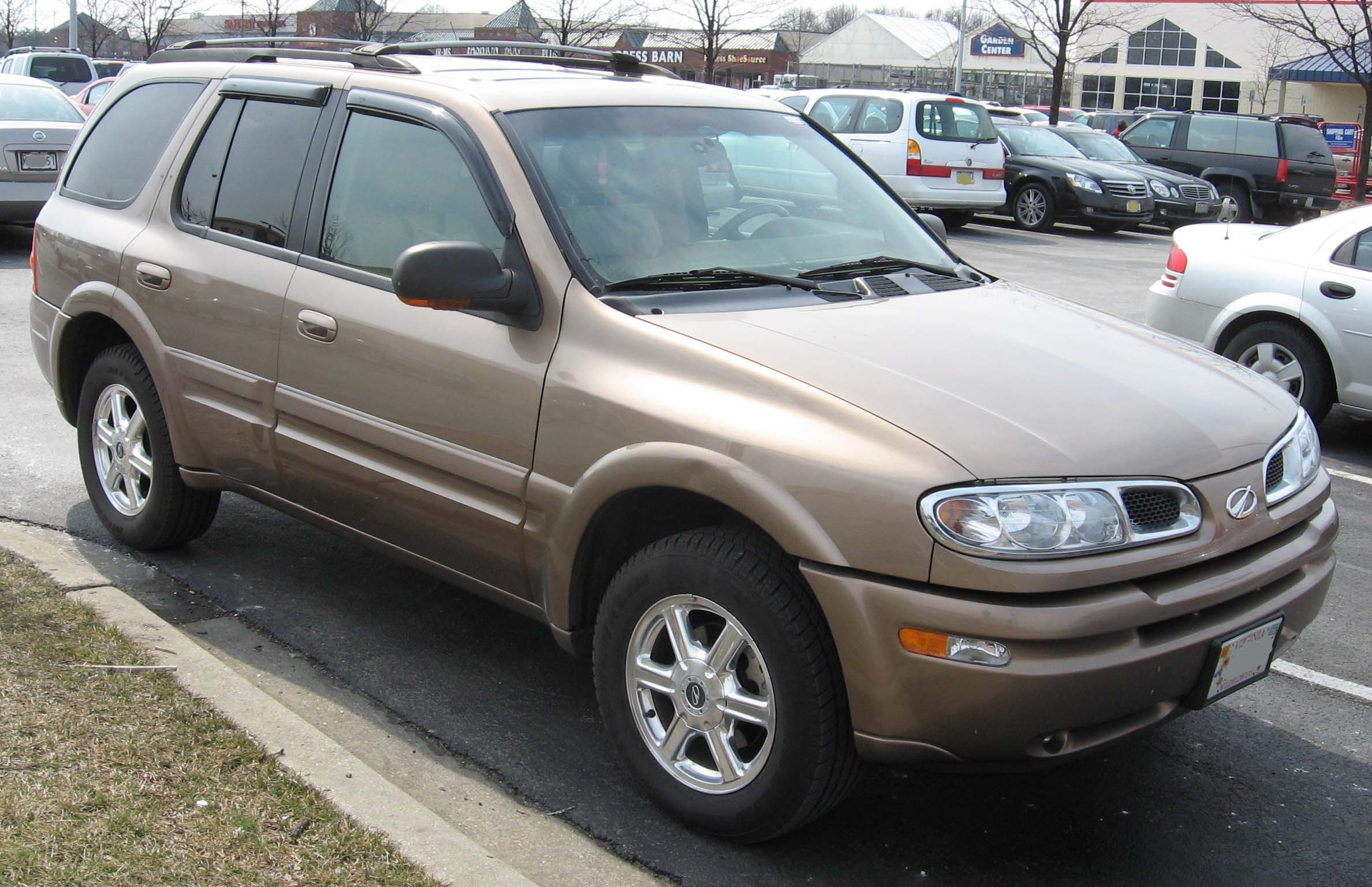
Oldsmobile Bravada
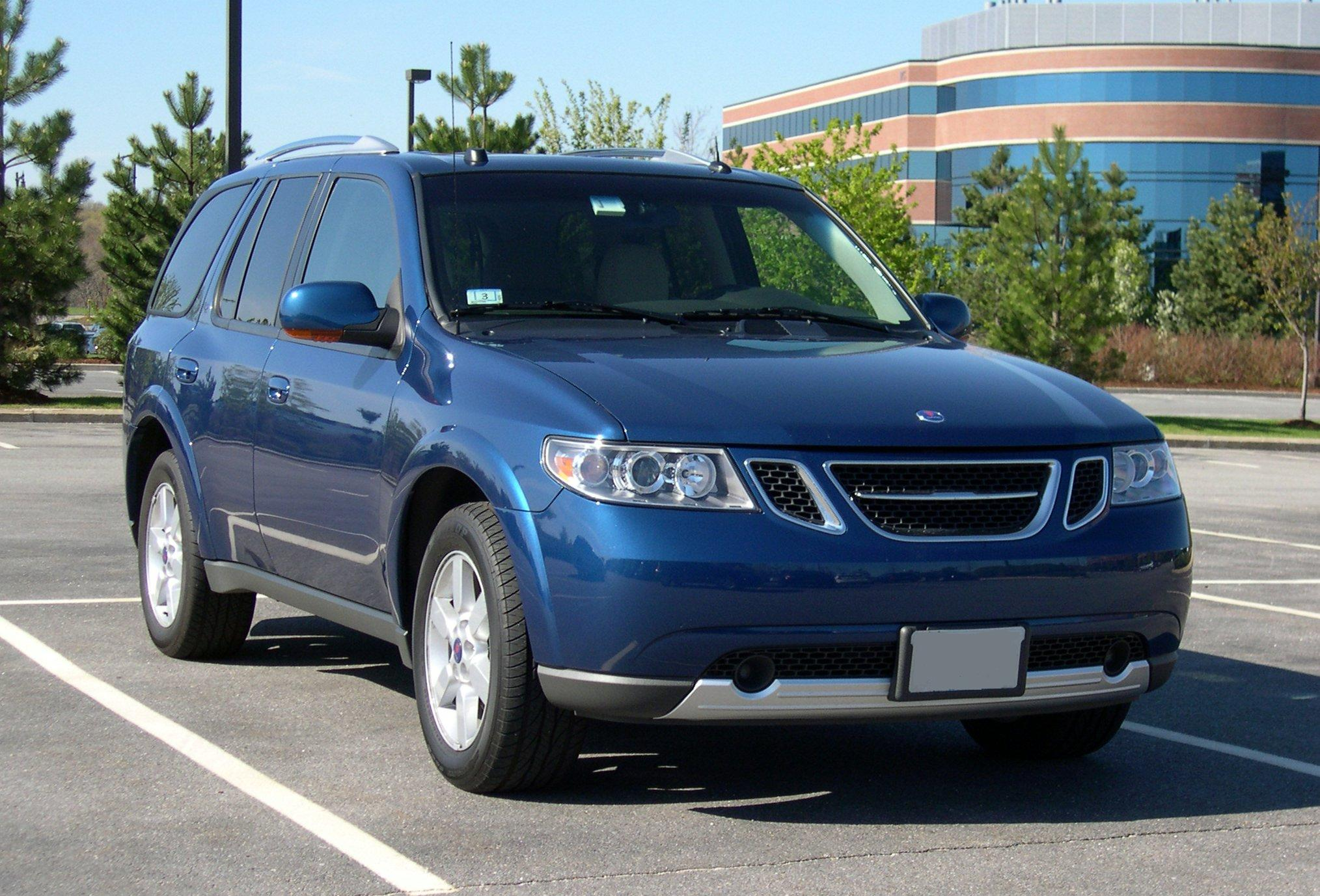
Saab 9-7X